# Gleditsia caspia
Kaspiskt korstörne, Gleditsia caspia, är en ärtväxtart som beskrevs av René Louiche Desfontaines. Gleditsia caspia ingår i släktet Gleditsia och familjen ärtväxter. Inga underarter finns listade i Catalogue of Life.

## Bilder

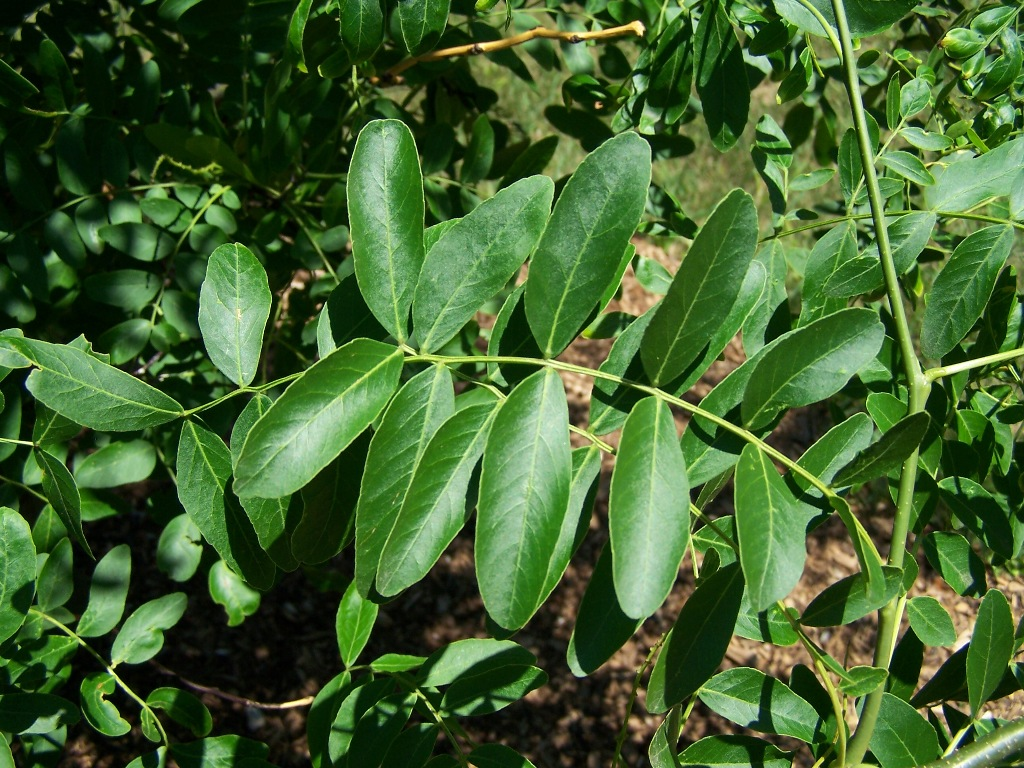
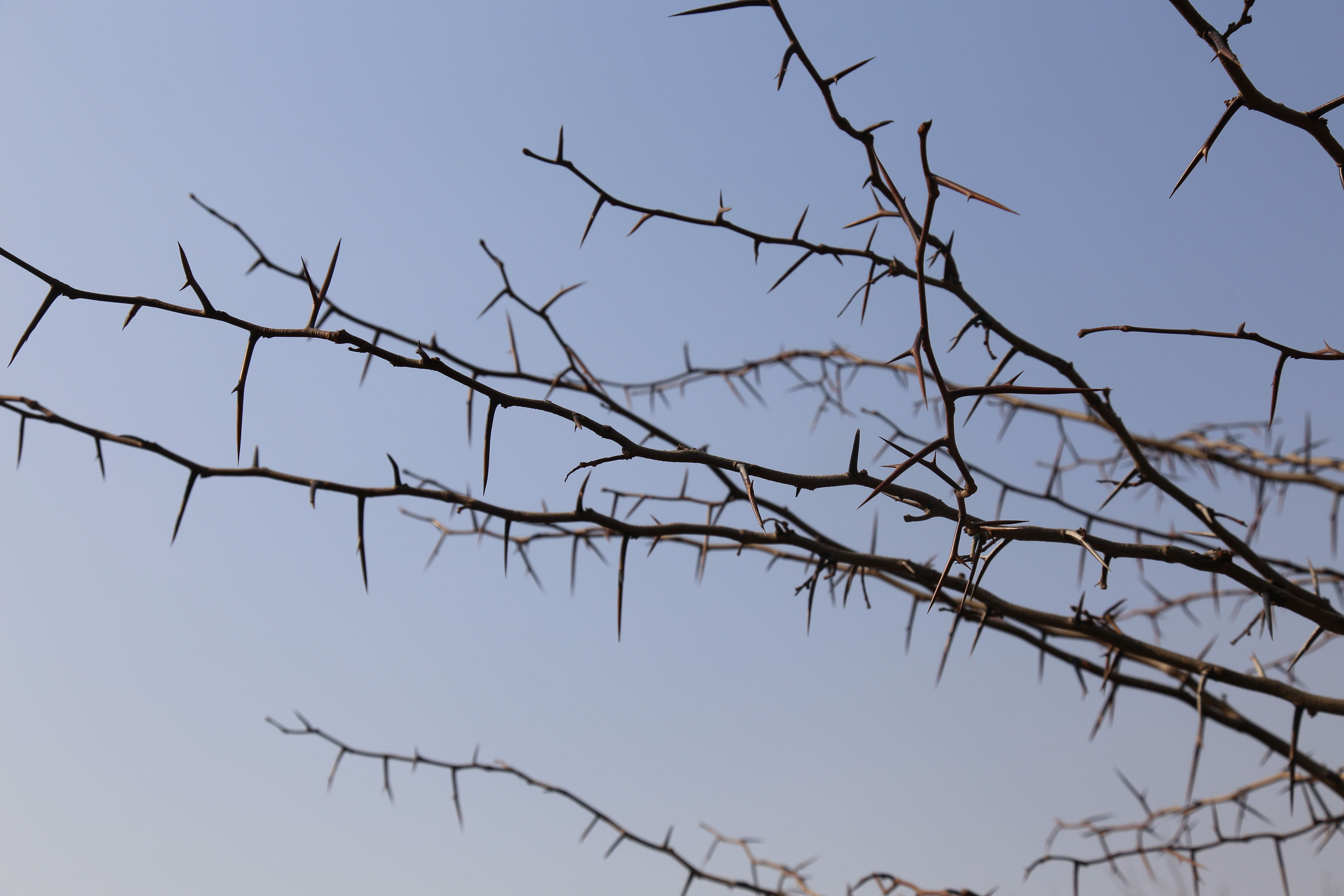